# 2-й Вільяндиський естонський комуністичний стрілецький полк
2-й Вільяндиський естонський комуністичний стрілецький полк (ест.: 2. Viljandi Eesti kommunistlik kütipolk; рос. 2-й Вильяндиский (Фелинский) эстонский коммунистический стрелковый полк) — військова частина, сформована в 1918 році у складі Червоної Армії Радянської Росії.

## Формування шляху
2 жовтня 1918 року у Вільянді почалося формування естонського комуністичного стрілецького полку. Загін у Вільянді спочатку складалася лише з 17 осіб, включаючи офіцерів. Тоді була оголошена примусова мобілізація російських естонців, а тих, хто відмовився, розстрілювали.
1-й батальйон Полги був сформований у Ямбурзі, а 2-й батальйон — у Петрограді. На 18 жовтня 1918 року в полку було всього 60 осіб. Проте додано 263 осіб з Таллінна. 22 листопада 1918 р. у Вільянді було вже 730 осіб, кулеметна команда з 9 кулеметами та кінна розвідка.

## Командування та склад
Командири:
- Елмар Тінн (вересень-жовтень 1918);
- Едуард Тейтер (жовтень 1918 — лютий 1919);
- Карл Канґер (лютий-серпень 1919);
- Юган Еверт (січень 1920);

Комісари:
- Александр Джеа (вересень 1918 — лютий 1919);
- Густав Моосберґ (лютий 1919-);
- Васильєв (січень 1920);
- Арнольд Тіїсман (кінець березня 1920)

## 1-й батальйон
- Карл Канґер (вересень 1918 — лютий 1919);
- А. Абель (лютий 1919-);

## 2-й батальйон
- Август Ейнтс (вересень-жовтень 1918);
- Яан Юріссон (жовтень 1918 — лютий 1919);
- Іван Блатт (лютий 1919-);